# ツァンク試験

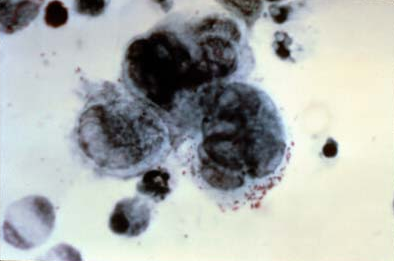
ツァンク試験陽性。中央に3つの多核巨細胞が見られる。

ツァンク試験（-しけん、英: Tzanck test）は、ツァンク細胞（多核巨細胞）を探すために、小水疱を擦過して採取する試験である。
ツァンク細胞は以下の疾患で見られる。
- 単純疱疹[2]
- 水痘と帯状疱疹
- 天疱瘡
- サイトメガロウイルス

## 手順
1. 小水疱の底部および側面から擦過して検体を採取
2. 清潔なガラスの上に乗せる
3. ライト染色またはギムザ染色で染色
4. 油液浸レンズを使って顕微鏡検査。（多核巨細胞があれば陽性）[3]

## 名前の由来
フランスの皮膚科医アルノー・ツァンク（1886–1954）の名をとって名付けられた。